# (6591) Sabinin
(6591) Sabinin est un astéroïde de la ceinture principale.

## Description
(6591) Sabinin est un astéroïde de la ceinture principale. Il fut découvert le 7 septembre 1986 à Nauchnyj par Lioudmila Tchernykh. Il présente une orbite caractérisée par un demi-grand axe de 2,76 UA, une excentricité de 0,12 et une inclinaison de 4,5° par rapport à l'écliptique.

## Compléments